# 無刺瓦鰈
無刺瓦鰈為輻鰭魚綱鰈形目鰈亞目瓦鰈科的其中一種，分布於中西大西洋區托巴哥至蘇利南海域，棲息深度182-793公尺，體長可達11.5公分，棲息在底層水域，生活習性不明。